# L'Ombre du passé (film, 1934)
Pour les articles homonymes, voir L'Ombre du passé.

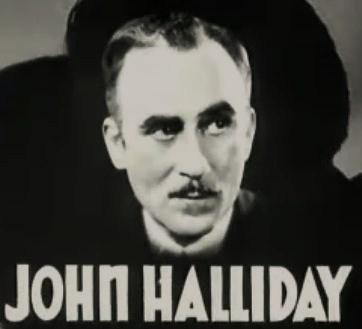
John Halliday au générique du film.

L'Ombre du passé (Registered Nurse) est un film américain réalisé par Robert Florey, sorti en 1934.

## Synopsis
Sylvia Benson est mariée avec un mari alcoolique, mais après une violente dispute qui se solde par un accident de voiture, elle décide de retourner travailler en tant qu'infirmière. Trois ans plus tard, elle est considérée comme la meilleure infirmière de l'hôpital, tous les médecins le pensent, y compris le chirurgien Dr Hedwig et le chasseur de jupons Dr Connolly.
Sylvia a un secret : après l'accident de voiture, son mari est devenu fou et est interné dans un asile. C'est pourquoi elle tient les médecins à distance dès qu'ils évoquent le mariage. Il finit par s'échapper et se retrouve dans l'hôpital où se trouve Sylvia, souhaitant une opération pour lui redonner la raison afin de pouvoir retrouver sa femme après toutes ces années difficiles. Une conversation fortuite avec un autre patient conduit Jim Benton à sauter par la fenêtre de l'hôpital, ouvrant ainsi la voie à Sylvia pour trouver le bonheur avec le Dr Hedwig.

## Fiche technique
- Titre original : Registered Nurse
- Réalisation : Robert Florey
- Scénario : Peter Milne, Lillie Hayward d'après la pièce de théâtre de 1930 Miss Benton, R.N. de Florence Johns Wilton Lackaye Jr.[1]
- Producteur : Samuel Bischoff
- Photographie : Sidney Hickox
- Montage : Jack Killifer
- Musique : Heinz Roemheld
- Production : First National Pictures
- Distributeur : Warner Bros.
- Durée : 7 bobines[2]
- Date de sortie : 7 avril 1934

## Distribution
- Bebe Daniels : Sylvia Benton
- Lyle Talbot : Dr Greg Connolly
- John Halliday : Dr Hedwig
- Irene Franklin : Sadie Harris
- Sidney Toler : Frankie Sylvestrie
- Gordon Westcott : Jim Benton
- Minna Gombell : Infirmière Beulah Schloss
- Beulah Bondi : Infirmière McKenna
- Vince Barnett : Jerry
- Phillip Reed : Bill
- Mayo Methot : Infirmière Gloria Hammond
- Edward Gargan : Officier O'Brien

Acteurs non crédités
- Lester Dorr : Employé
- Dennis O'Keefe : Interne

## Statut du film
Une copie du film est conservée à la Bibliothèque du Congrès.